# Luis Trenker – Der schmale Grat der Wahrheit
Luis Trenker – Der schmale Grat der Wahrheit ist ein deutsch-österreichischer Fernsehfilm des Regisseurs Wolfgang Murnberger vor zwei unterschiedlichen historischen Hintergründen: der Karriereanfang und Aufstieg zweier bekannter Filmschaffenden in den 1920/30er Jahren und der Suche nach „neuen Rollen“ in der Nachkriegszeit. Das Drehbuch von Peter Probst basiert auf der Beteiligung Luis Trenkers an der Verbreitung der gefälschten Tagebücher der Eva Braun. Im Film schreibt er sie eigenhändig auf seiner Schreibmaschine. Nach der Premiere am 2. Juli 2015 beim Filmfest München wurde der Film am 18. November 2015 in der ARD sowie im ORF erstmals ausgestrahlt.

## Handlung
Luis Trenker fährt im Sommer 1948 zu den Filmfestspielen nach Venedig. Dort möchte er die Tagebücher der Eva Braun dem ihm von früher bekannten, aus Deutschland emigrierten, amerikanischen Filmagenten Paul Kohner zur Verfilmung anbieten. Zur gleichen Zeit wird vor dem Münchner Landgericht die Echtheit dieser Tagebücher verhandelt. Die Regisseurin Leni Riefenstahl fühlt sich durch die darin enthaltene Andeutung, sie sei Hitlers Geliebte gewesen, verunglimpft und tritt als Nebenklägerin auf. Sie unterstellt dabei ihrem früheren Geliebten Trenker, die Tagebücher aus Rache und Eifersucht gefälscht und in Umlauf gebracht zu haben, um sie als Mätresse Hitlers zu diskreditieren.
In Rückblenden wird die Abhängigkeit der beiden Filmschaffenden vom Urteil des Propagandaminister Goebbels gezeigt, der aber gleichzeitig für seine Politik Themen und Darstellungen braucht, die bei den Kinobesuchern ankommen. Im Film überzieht Trenker das Pochen auf seine Eigenständigkeit als Regisseur. Riefenstahl, zugleich attraktive Frau, spielt Goebbels gegenüber ihre Kontakte zu Hitler aus, wenn ihr Produktionsmittel fehlen, etwa beim Film über die Olympischen Spiele, Olympia (1936/38). Im ganzen Film wird ansonsten immer wieder allein Goebbels gezeigt, wenn es um den Machtapparat der Nationalsozialisten geht. 
Eine wichtige Rolle spielt im Film die Nationalitätenfrage im dreisprachigen Tirol, wo es neben dem heimischen Dialekt Ladinisch und der Zugehörigkeit zu einer Talschaft unterschiedlich stark ausgeprägte Loyalitäten zu Italien und Österreich (nach dem Anschluss 1938 Teil von Großdeutschland) und damit zu Mussolini und Hitler gibt. Trenker optiert schließlich doch für die deutsche Nationalität und muss deshalb seinen Besitz dort aufgeben, hat aber die mächtigen Nazigrößen durch sein Zögern bereits gegen sich aufgebracht. 
Dem reich gewordenen Trenker und der angeblich sehr machtbewussten Nazi-Regisseurin geht es nach dem Drehbuch dieses Films auch immer um die Frage des Ruhms in der auf Hollywood ausgerichteten Branche. Riefenstahl schneidet als Beispiel dafür bis kurz vor dem Einmarsch der Amerikaner an einem Film. Und auch wenn Trenker schließlich das von den Amerikanern abgelehnte (von ihm gefälschte) Manuskript in Venedig ins Wasser wirft, „schafft“ er nach diesem Maßstab immerhin als Erfolg die Etablierung einer eigenen Fernsehserie als „Geschichtenerzähler“ in der Bundesrepublik. Gezeigt wird eine Szene, in der Trenker die „dunkle Zeit“ harmlos übergeht.

## Hintergrund
Der Film erhielt eine Filmförderung über 500.000 Euro von der FFF Bayern und wurde vom 26. Juni bis 31. Juli 2014 in München, Südtirol und Venedig gedreht. Erste Ausschnitte des Films wurden von Tobias Moretti im April 2015 bei den 29. Bozner Filmtagen präsentiert. Produziert wurde der Film von der Münchner Roxy Film, in Ko-Produktion mit der österreichischen Epo-Film von Dieter Pochlatko. Beteiligt waren der Bayerische und der Österreichische Rundfunk.

## Rezeption

### Kritiken
„Wolfgang Murnbergers Realgroteske ist nicht nur ein unterhaltsames Porträt eines Charakterschweins allererster Güte. Der Film ist auch das Psychogramm zeitgenössischer Alphatiere zwischen Zwergenmut und Größenwahn, Profilneurose und Geltungsbewusstsein, Macht und Ohnmacht.“

„Aber das Problem von Murnbergers Film über Luis Trenkers Karriere im ‚Dritten Reich‘ und dessen Versuche, in der Nachkriegszeit noch einmal Fuß im Filmgeschäft zu fassen, ist, dass er sich gar nicht entscheiden will zwischen Farce und dem, was man heute Biopic nennt.“

### Einschaltquoten
Die Erstausstrahlung von Luis Trenker – Der schmale Grat der Wahrheit am 18. November 2015 wurde in Deutschland von 3,63 Millionen Zuschauern gesehen und erreichte einen Marktanteil von 11,7 Prozent für Das Erste.